# Гума арабика
Гума арабика (на гръцки: κόμμι – дъвка, т.е. арабска дъвка) е натурална смола, произвеждана от определени видове растения от род Акация, а именно: Acacia senegal и Acacia seyal.
Смолата се събира с търговска цел в Судан (80% от световното производство), както и в географската област Сахел (от Сенегал до Сомалия). Исторически е била култивирана на Арабския полуостров и в Западна Азия.
Гума арабика е смес от полизахариди и гликопротеини и се използва като стабилизатор и емулгатор. Ядивна е и е известна като хранителна добавка Е414.
Гума арабика се използва в:
- сладкарската промишленост – създаване на пълнител за бонбони или в процеса на производство на глазура, производство на дъвки;
- хлебната промишленост – благодарение на E414 е възможно да се постигне стабилизиране на формата на хлебния продукт;
- фармацевтичната промишленост – за да се смесят по-добре съставките на лекарствата;
- текстилната промишленост – за регулиране вискозитета на мастилата;
- бирената индустрия – стабилизира формата на пяната, правейки напитката по-апетитна;
- винарската индустрия – с добавката постига стабилизиране на цвета на продукта;
- производството на освежаващи напитки – продуктите се насищат с фибри.[2][3]

Гума арабика също така е ключова съставка в традиционната литография, в полиграфията, производството на бои (напр. гваш), лепила и в козметиката.
Понякога заради по-високата ѝ стойност се заменя с декстрин.

## Влияние на здравето
Според FDA гума арабика се счита за „общопризната като безопасна“ (GRAS) хранителна добавка в Съединените щати.
Гума арабика е разрешена в ЕС съгласно Регламент (ЕО) № 1333/2008 на Европейския парламент и на Съвета.
Гума арабика е богат източник на диетични фибри, а също така притежава широк спектър от ползи за здравето, които очевидно са доказани чрез няколко in vitro и in vivo проучвания.
Гума арабика не се разгражда в стомаха, но ферментира в дебелото черво в къса верига мастни киселини. Счита се за пребиотик, като засилва растежа и пролиферацията на полезната чревна микробиота.